# Apfelallee 13 (München)

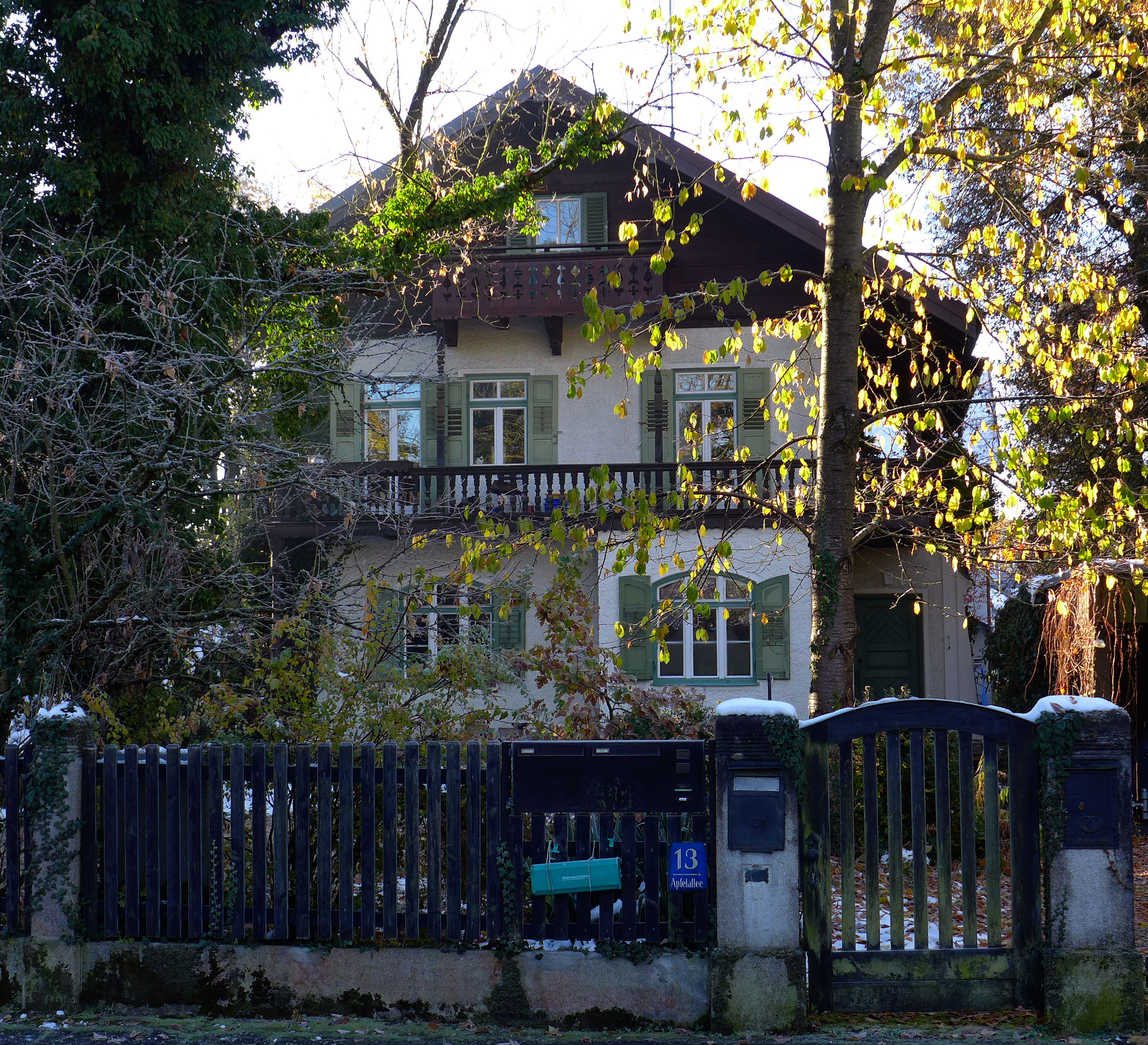
Haus Apfelallee 13 im Stadtteil Obermenzing von München

Das Gebäude Apfelallee 13 im Stadtteil Obermenzing der bayerischen Landeshauptstadt München wurde 1903 errichtet. Die Villa in der Apfelallee ist ein geschütztes Baudenkmal.
Der zweigeschossige Bau erhielt 1909 einen rückwärtigen Anbau. Die Villa ist ein typisches Beispiel des heimischen Landhausstils mit hölzernen Bauteilen der Villenkolonie Pasing II.

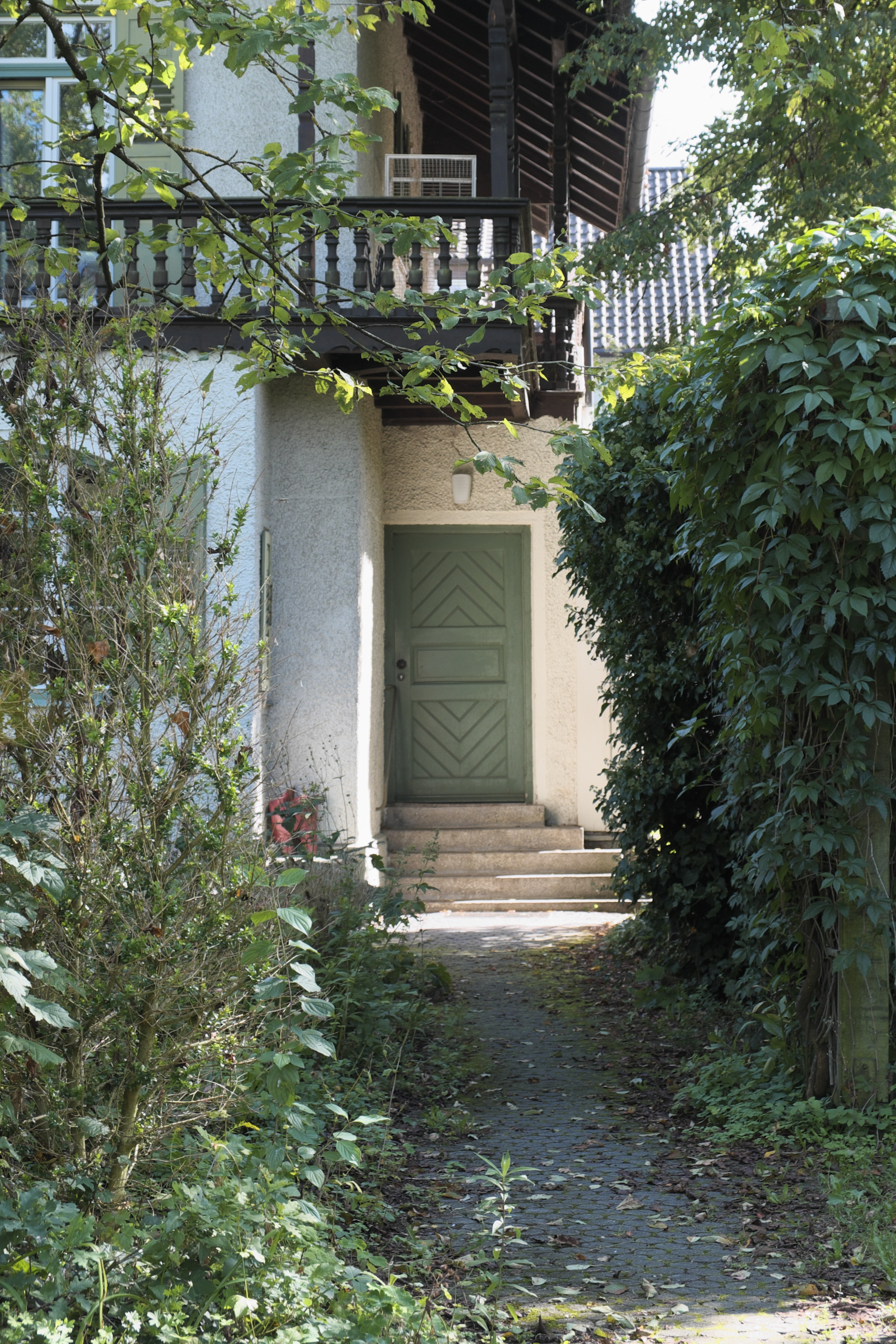
Eingang
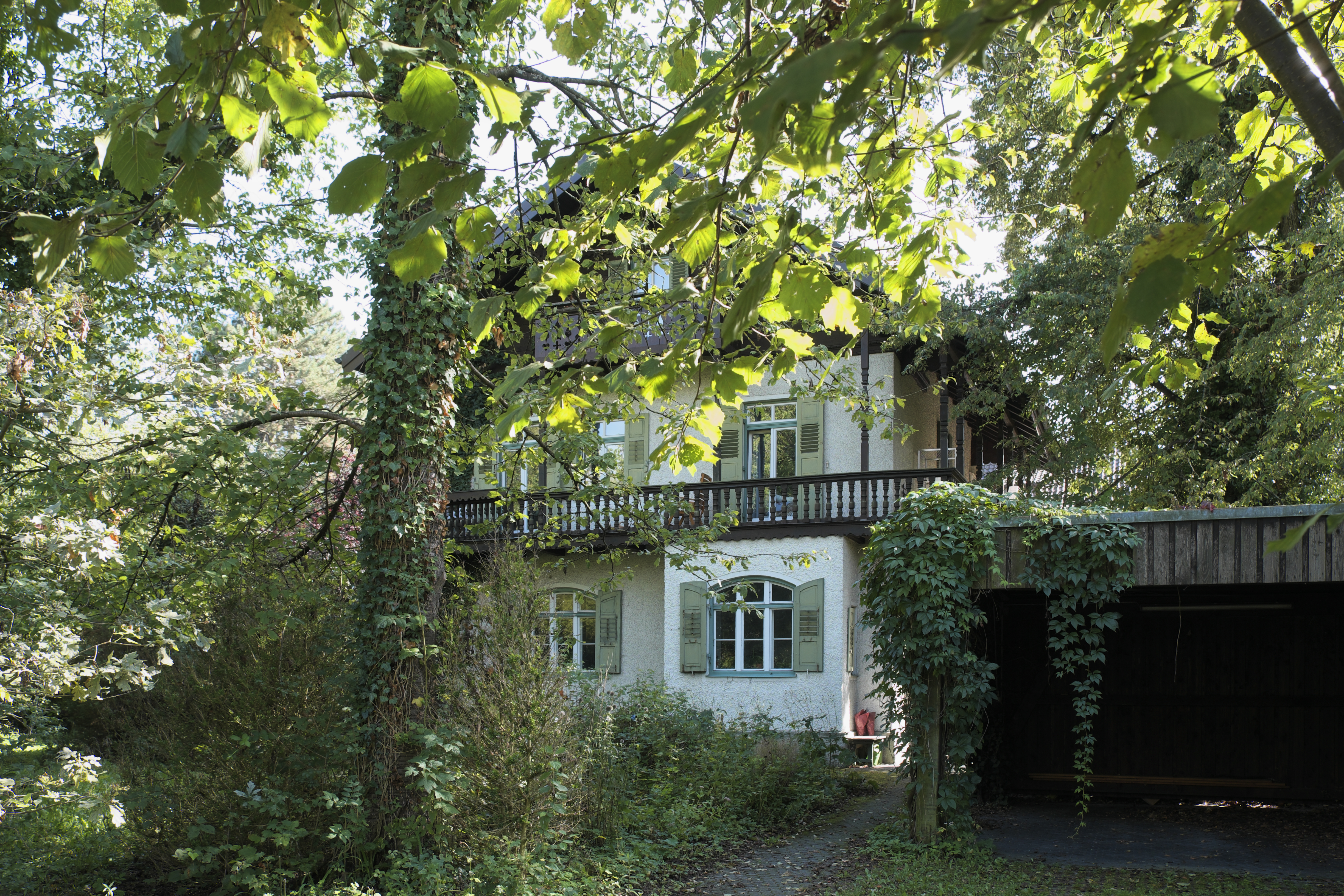
Ansicht